# Robert Hanbidge
Robert Leith („Dinny“) Hanbidge, QC (* 16. März 1891 in Southampton, Ontario; † 25. Juli 1974) war ein kanadischer Politiker. Nach politischer Tätigkeit auf lokaler und provinzieller Ebene war er von 1958 bis 1963 progressiv-konservativer Abgeordneter im Unterhaus, anschließend bis 1970 Vizegouverneur der Provinz Saskatchewan.

## Biografie
1909 zog Hanbidge nach Regina in den damaligen Nordwest-Territorien, um in der Anwaltskanzlei von Frederick Haultain als Praktikant zu arbeiten. Von 1911 bis 1913 spielte er nebenbei Canadian Football für den Regina Rugby Club, den Vorgänger der Saskatchewan Roughriders. 1915 erhielt er die Zulassung als Rechtsanwalt. Im selben Jahr heiratete er Jane Mitchell; ihr gemeinsamer Sohn Robert Donald, Offizier der Royal Canadian Air Force, fiel während des Zweiten Weltkriegs.
1920 wurde Hanbidge zum Bürgermeister der Gemeinde Kerrobert gewählt. 1929 kandidierte er für die Conservative Party of Saskatchewan bei der Wahl für die Legislativversammlung von Saskatchewan und war im Wahlbezirk Kerrobert erfolgreich. In den darauf folgenden Jahren war er Fraktionsvorsitzender der Konservativen im Provinzparlament. 1934 schaffte er die Wiederwahl nicht und widmete sich wieder seiner Kanzlei. Er engagierte sich für die Progressiv-konservative Partei Kanadas und kandidierte mehrmals erfolglos für einen Sitz im Unterhaus.
Bei der Unterhauswahl 1958 siegte Hanbidge im Wahlbezirk Kindersley. Als Abgeordneter vertrat er Kanada bei Konferenzen der NATO und des Commonwealths. 1963 verzichtete er auf eine Wiederwahl, denn am 1. März desselben Jahres vereidigte ihn Generalgouverneur Georges Vanier als Vizegouverneur von Saskatchewan. Dieses repräsentative Amt übte er bis zum 2. Februar 1970 aus. Im Jahr 1968 erhielt er die Ehrendoktorwürde der University of Saskatchewan.